# Miłachowo (województwo zachodniopomorskie)
Miłachowo – osada w Polsce położona w województwie zachodniopomorskim, w powiecie kamieńskim, w gminie Kamień Pomorski.
W latach 1975–1998 miejscowość administracyjnie należała do województwa szczecińskiego.

## Historia
Pierwsza historyczna wzmianka o miejscowości pochodzi z 1360 roku kiedy stanowiła ona lenno rycerskie rodziny von Parlowów. W rękach tej rodziny wieś pozostała do pierwszej połowy XVIII wieku.
Nowym właścicielem majątku złożonego z dworu, folwarku i 3 zagród chłopskich został Wilhelm Boguslaw von Mellin. W 1750 roku majątek odziedziczył Henning Chrystian von Mellin. W 1768 roku właścicielem folwarku w drodze dziedziczenia został jego syn Gotthild von Mellin. Po jego śmierci, majątek odziedziczyły córki, które w 1804 roku sprzedały go Christianowi Bolzowi. Od tego czasu nastąpił okres częstej zmiany właścicieli folwarku. W 1828 roku majątek należał do Friedricha Mengdehla. Następnym właścicielem był Heinrich Dummstrey. W 1858 roku właścicielem folwarku był August Kunde. W 1870 roku jego majątek obejmował 822 morgi ziemi i 5 domów mieszkalnych. W 1892 roku folwark był własnością rodziny Gerberów. W latach 1914–1920 majątek stał się własnością Alexa Hilgendorffa. W 1928 roku folwark liczący 262 ha ziemi należał do rodziny Neitzke.
Po II wojnie światowej na terenie folwarku funkcjonowała Armia Czerwona. Następnie majątek wszedł w skład Państwowego Funduszu Ziemskiego. W latach 1950–1952 utworzono PGR, który wszedł w skład KPGR Wrzosowo.

## Dwór
W miejscowości znajduje się dwór o powierzchni 560 m² zbudowany w pierwszej połowie XIX wieku. Pierwotnie był to budynek parterowy kryty dachem mansardowym. Pod koniec XIX wieku w fasadzie północnej budynek został wzbogacony trzema ryzalitami w stylu neogotyckim. Obecnie jest to budynek założony na rzucie prostokąta, od strony wschodniej krytej dachem naczółkowym dobudowano ganek, od strony południowej jest kryty dachem mansardowym, a od północnej dachem płaskim. W 1965 roku w budynku przeprowadzono remont, w wyniku którego zdemontowano ozdobne stiuki i piece kaflowe.
W sąsiedztwie znajduje się niewielki park dworski z XIX wieku połączony z sadem.
Nieruchomość wystawiono na sprzedaż. Obiekt jest dostępny z zewnątrz. 5 stycznia 2016 roku pałac spłonął.